# حضارة مايكوب
حضارة مايكوب (بالروسية: майкоп) هي حضارة أثرية تعود إلى العصر البرونزي ازدهرت في الفترة ما بين 3700 إلى 3000 سنة قبل الميلاد؛ وذلك في المنطقة الواقعة غرب القوقاز.
استوطنت تلك الحضارة منطقة شبه جزيرة تامان عند مضيق كيرتش وذلك بالقرب من الحدود الحالية لداغستان وجنوباً إلى نهر كورا.
استمدت حضارة مايكوب اسمها من كورجان بالقرب من مايكوب في وادي نهر الكوبان.

## اقرأ أيضاً
- مايكوب